# Ceratoscopelus maderensis
Il pesce lanterna di Madera (Ceratoscopelus maderensis) è un pesce abissale della famiglia Myctophidae.

## Distribuzione e habitat
Diffuso in tutto l'Oceano Atlantico  soprattutto in aree calde ma presente a nord fino all'Islanda. Si trova sia sul lato europeo che su quello americano. È comune nel mar Mediterraneo e in tutti i mari italiani. Raro nel mar Adriatico.

È un pesce pelagico di profondità pescato tra i 200 ed i 2000 metri ma prevalentemente attorno ai 500 m. Si trova spesso spiaggiato sulle coste dello Stretto di Messina, soprattutto in inverno.

## Descrizione
come tutti i pesci lanterna si può identificare con certezza solo attraverso l'esame dei fotofori (per la nomenclatura degli stessi vedi la voce Myctophidae).
Si distingue dal genere Lampanyctus perché il quarto PO è allineato con gli altri e il quinto è più alto. AO in numero variabile. Vi sono molte ghiandole luminose sulla superficie ventrale. Una spina sporgente in avanti sulla fronte. Sul peduncolo caudale ci sono poche piccole spine rivolte indietro. pinne pettorali molto lunghe.

Colore argenteo brillante quando intatto, brunastro quando perde le scaglie, molto fragili.

Lungo fino a 10 cm.

## Alimentazione
A base di crostacei planctonci.

## Riproduzione
Avviene in tutta la stagione calda. Le larve sono pelagiche.

## Pesca
Occasionale con reti a strascico pelagiche o retini da plancton.